# Sneeuwwitje, de sequel
Sneeuwwitje, de sequel (originele titel: Snow White: The Sequel, Franse titel: Blanche-Neige, la suite) is een Frans-Belgische animatiefilm geregisseerd door Picha en geproduceerd door YC Alligator Film, Tchin Tchin Production, Steve Walsh Productions, RTBF, Orange Studio Reklamy en De Familie Janssen. Deze specifieke film was ook de enige speelfilm in de filmografie van Picha die in het Vlaams werd nagesynchroniseerd.

## Verhaal
Een smakkerd van de Prins bracht Sneeuwwitje opnieuw tot leven. Volgens de geschiedkundigen van toen zijn ze daarop getrouwd, waren ze gelukkig en kregen ze heel veel kinderen. Eind van het verhaal. Wat, laten we toegeven, een beetje overhaast is. Dus ze trouwen en daarna vliegt een niet meer zo jonge pseudo-Goede Fee roefroef het landschap in. Ze heeft een boontje voor de Prins, dat is het minste wat we kunnen zeggen. Ze wil hem en ze zal hem verduiveld hebben. Een tikje van de toverstok en daar verschijnt de Schone Slaapster. De gedienstige Prins wekt haar met een rampzalige kus. Vanaf dan gaat alles verkeerd: de jacht op Sneeuwwitje is geopend, Assepoester komt halsoverkop aangerend, de Zeven Dwergen ergeren zich dood en een sterk ondervoede reus windt er echt geen doekjes om. Waarschijnlijk zal het sprookje uiteen vallen.

## Stemacteurs
| Rol                 | Origineel | Vlaams               |
| ------------------- | --- | -------------------- |
| De verteller        | Stephen Fry | Siegfried Bracke     |
| Sneeuwwitje         | Sally Ann Marsh | Maaike Cafmeyer      |
| Sneeuwwitje         | Jackie Sheridan (zangstem) | ???                  |
| De Goede Prins      | Simon Greenall | Adriaan Van den Hoof |
| De Goede Fee        | Morwenna Banks | Wouter Deprez        |
| De zeven dwergen    | Rik Mayall | Stany Crets          |
| De Schone Slaapster | Lia Williams | Francesca Vanthielen |
| Assepoester         | Shelley Blond | Francesca Vanthielen |
| Hannibal de reus    | Michael Kilgarriff | Wim Opbrouck         |
| Hannibal de reus    | Gary Martin | Wim Opbrouck         |
| De jachtopzighter   | ??? | David Steegen        |
| Overige stemmen     | Robert Bathurst, Philip Bretherton, David Carling, April Ford, Tom George, Sarah Hadland, Vicki Hopps, Simon Schatzberger en Jimmy Hibbert | Jaela Cole           |

| Credits nasynchroniseren | Credits nasynchroniseren | Credits nasynchroniseren          | Credits nasynchroniseren |
| Rol                      | Origineel                | Franse versie                     | Vlaamse versie           |
| ------------------------ | ------------------------ | --------------------------------- | ------------------------ |
| Regie                    | Tony Hendra              | Jenny Gérard en Picha             | Willem Wallyn            |
| Adaptatie                | Tony Hendra              | Chantal Bugalski et Marina Raclot | ???                      |
| Studio                   | ???                      | Cinéphase                         | ???                      |